# Вулиця Максима Рильського (Харків)
Ву́лиця Максима Рильського — вулиця в Київському районі міста Харків, в межах місцевостей Шишківка та Велика Данилівка. Пролягає від Велико-Данилівського мосту до Вулиці Шевченка.
Прилучаються провулки: Чехова, Променистий, Соколівський вулиці: Шевченка, Нескорених, Саперна, Архітектора Гінзбурга, Лазьківська, Чуйківська, Запорожців, Енергодарська, Письменницька, Генерала Удовиченка, Гірський в'їзд та Велико-Данилівського міст.

## Історія
Харківська міська рада у 2014 році перейменувала частину вулиці Сидора Ковпака (№ 3—33, 8; від вулиці Борткевича до вулиці Шевченка) у провулок Борткевича.
29 квітня 2024 року Розпорядженням Харківського міського голови вулиця Сидора Ковпака перейменована на вулицю Максима Рильського.